# Aree di necropoli di Castel d'Asso

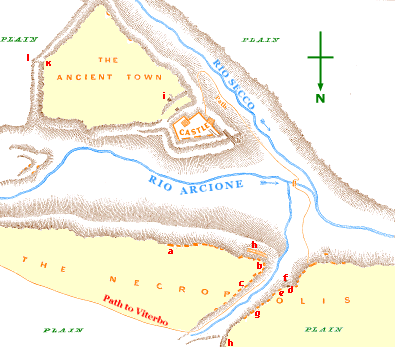
Plan de Castel d'Asso :
- a : Le grand tombeau.
- b : Tombe avec inscription.
- c : Tombe avec inscription (Ceises).
- d : Tombe avec inscription (Urinates).
- e : Tombe avec inscription (Titnei).
- g : Tombes avec contreforts.
- h : Anciennes routes taillées dans la roche.
- l : Site de la porte antique.
- ---- : Tombes à façades.
- - - - - : Caves, (anciennement tombeaux).

Les Aree di necropoli di Castel d'Asso (en français : Zones de nécropoles de Castel 'd'Asso) est une zone archéologique du Latium  qui rassemble des tombes étrusques, datant probablement des IVe et IIe siècles av. J.-C., située près de la frazione Castel d'Asso, à 6,5 km environ au sud-ouest de Viterbe.

## Histoire
La ville à laquelle appartenait ce cimetière se trouvait à environ un kilomètre de distance et s'appelait AXIA. Elle existait déjà à l'époque archaïque et a atteint son apogée vers le IVe siècle av. J.-C.  Après sa conquête par les Romains, elle a connu une certaine prospérité qui a duré jusqu'à la chute de l'Empire.

## Description
Elle se situe tout au long de ravins dominant la vallée du torrent Freddano et a été découverte en 1817. Il s'agit de la première nécropole rupestre étrusque qui a été découverte.
Les tombes sont creusées dans le tuf volcanique, superposées sur deux ou trois niveaux et datent pour la plupart, de la fin de la période classique et de la période hellénistique étrusque.
La période la plus active de la nécropole se situe entre le IVe et le IIe siècle av. J.-C.
La zone est sous l'autorité de la Soprintendenza per i Beni Archeologici dell'Etruria Meridionale, son accès est libre. La zone de certains endroits étant d'accès difficile, il est conseillé d'effectuer les visites en automne et hiver avec des habits adaptés et de préférence accompagnés par un guide local.

## Les tombes

### Formes générales
La forme dominante des tombes est  a dado (en « cube ») avec des façades simples ou à modèles plus complexes constitués par trois éléments superposés : la façade, la pièce de sous-façade et la chambre funéraire proprement dite.
Les hypogées sépulcrales sont modestes avec de nombreuses fosses qui accueillaient les défunts.
Sont présentes  aussi des tombes à sarcophages.
Les tombes à spina di pesce (« arête de poisson ») sont plus grandes, leur profondeur variant selon la nécessité de la famille.
Toutes les tombes témoignent de leur réutilisation pendant les siècles successifs par les paysans ou pâtres qui fréquentaient la région.
L'étruscologue britannique George Dennis, séduit par le site, compara les tombes de Castel d'Asso aux pyramides égyptiennes.

### Principales tombes
Parmi les plus intéressantes : 
- La tombe Orioli, qui prend son nom de l'archéologue qui le premier découvrit le site.
- La Tombe des Tetnie.
- La Tombe des Urinates Salvies.
- La Tomba Grande.

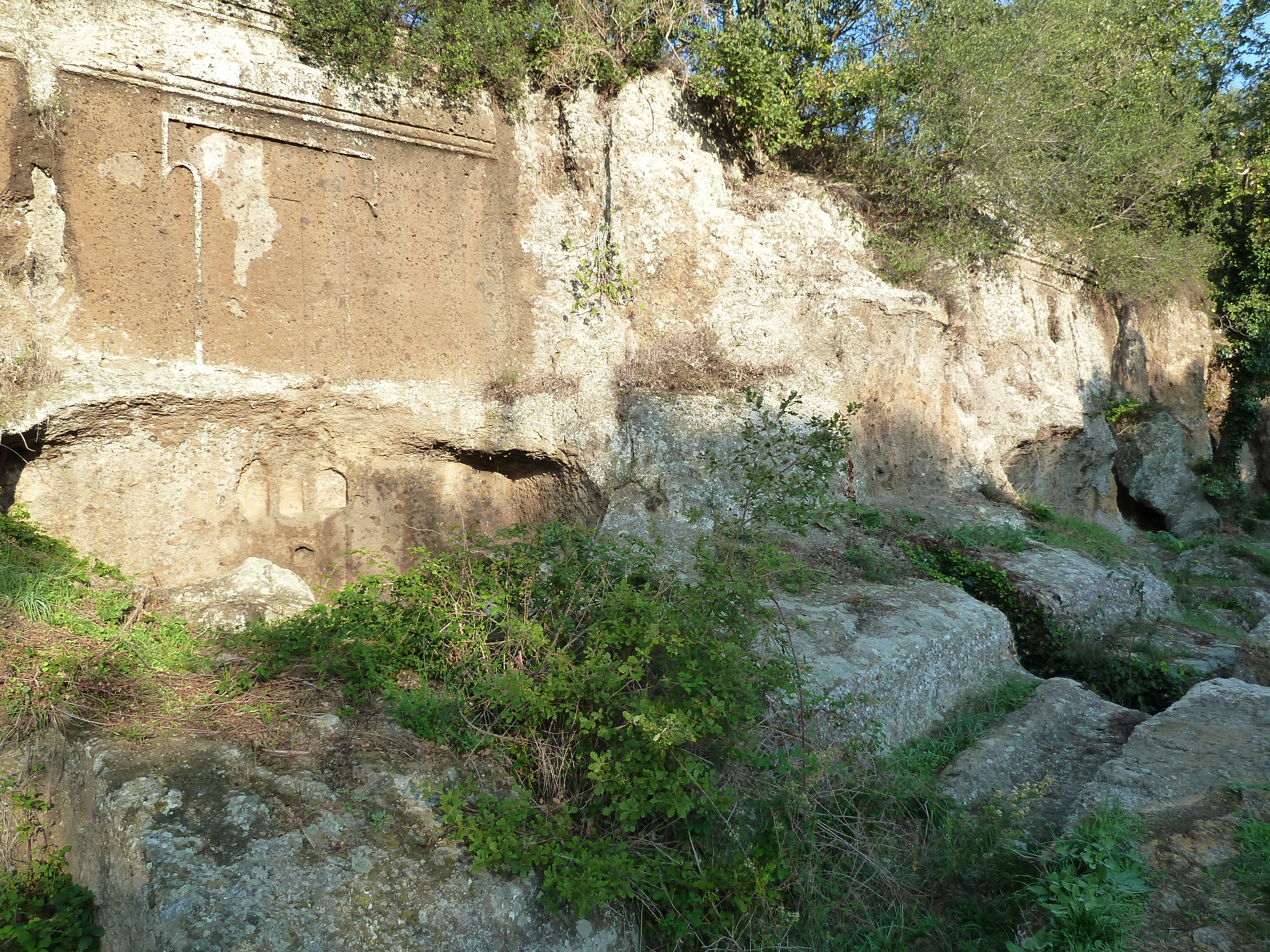
Partie de nécropole
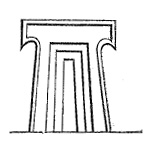
Fausse porte des enfers (croquis).
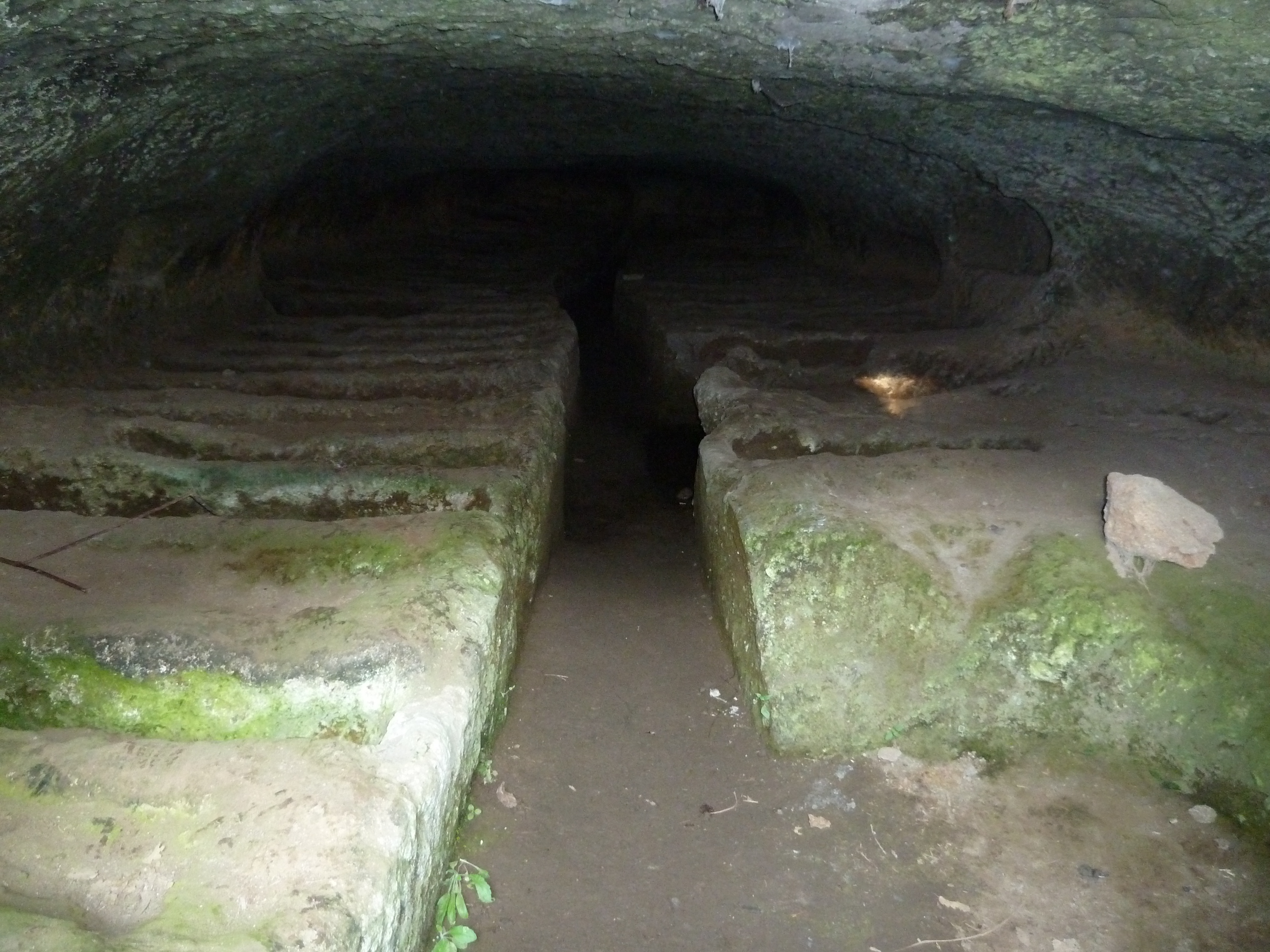
Tombe à spina di pesce

## Sources
Voir liens externes